# Deltshevia danovi
Espèce
Deltshevia danovi est une espèce d'araignées aranéomorphes de la famille des Hersiliidae.

## Distribution
Cette espèce se rencontre, :
- au Turkménistan dans la province de Balkan ;
- au Kazakhstan dans l'oblys d'Atyraou.

## Description
Le mâle holotype mesure 5,0 mm et les femelles de 6,0 à 7,0 mm

## Étymologie
Cette espèce est nommée en l'honneur du naturaliste russe Rostislav Danov (ru) (1941-1993).

## Publication originale
- (en) Marusik & Fet, 2009 : A survey of east Palearctic Hersiliola Thorell, 1870 (Araneae, Hersiliidae), with a description of three new genera. ZooKeys, no 16, p. 75-114 (texte intégral).